# Mahomed Sultan
Ghiyas al-Din Muhammad (în persană غیاث الدین محمد; n. 1360 – d. 1380), cunoscut și ca Mahomed Han sau Mahomed Sultan, a fost un han al Hoardei de Aur între 1370/1371 și 1379, fiind un protejat al beilerbeiului Mamai.

## Arheologie
Domnia lui Mahomed Sultan nu este complet cunoscută din surse istorice. Din punct de vedere arheologic, este posibil ca acesta să își fi petrecut o perioadă de timp semnificativă în zona actualei Republici Tatarstan din Federația Rusă. În satul Bol'șîe Atriasî din comuna Bol'șîe Atriasî, raionul Tetiușî, au fost descoperite mai multe inele din argint și din aur bătute cu pietre prețioase, dintre care unul purta inscripția Sultan Makhmud Khan. Populația tătară locală se pare că era familiară cu numeroasele tezaure monetare descoperite prin zonă, cunoscând de asemenea și presupusa locație a locului unde acestea erau fabricate. Satul pare să fi fost locația unei așezări relevante, posibil o cetate care, prin poziția sa periferică, ar fi putut avea un rol important defensiv.